# Trachischium
Trachischium – rodzaj węży z podrodziny zaskrońcowatych (Natricinae) w rodzinie połozowatych (Colubridae).

## Zasięg występowania
Rodzaj obejmuje gatunki występujące w południowej Azji (Chiny, Indie, Nepal, Bangladesz i Bhutan). 

## Systematyka

### Etymologia
- Trachischium: gr. τραχυς trakhus „chropowaty, szorstki”[6]; ισχιον iskhion „staw biodrowy, biodro”[7].
- Eminophis: Mehmet Emin Bey, później Mehmed Emin Pasza, właśc. Eduard Carl Oscar Theodor Schnitzer (1840–1892), niemiecki administrator w służbie osmańskiej, pasza Prowincji Równikowej, gubernator Ekwatorii w latach 1878–1889, lekarz, przyrodnik, kolekcjoner, zamordowany przez arabskich handlarzy niewolników; οφις ophis, οφεως opheōs „wąż”[3]. Gatunek typowy: Eminophis lineolata Werner, 1924 (= Calamaria fusca Blyth, 1854).

### Podział systematyczny
Do rodzaju należą następujące gatunki:
- Trachischium apteii Bhosale, Gowande & Mirza, 2019
- Trachischium fuscum (Blyth, 1855)
- Trachischium guentheri Boulenger, 1890
- Trachischium laeve Peracca, 1904
- Trachischium monticola (Cantor, 1839)
- Trachischium nyalamense Guo, Liu, Jin, Shu, Wu & Che, 2024
- Trachischium sushantai Raha, Das, Bag, Debnath & Pramanick, 2018
- Trachischium tenuiceps (Blyth, 1855)